# Steffen Bringmann

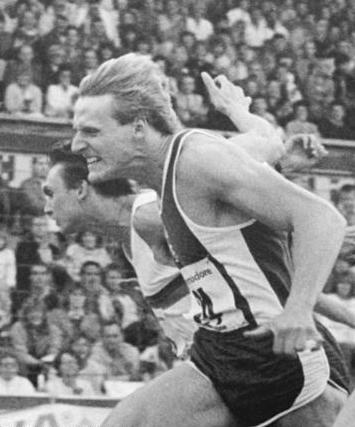
Steffen Bringmann wird 1988 DDR-Meister

Steffen Bringmann (* 11. März 1964 in Leipzig) ist ein ehemaliger deutscher Leichtathlet, der – zunächst für die DDR startend – ab Mitte der 1980er Jahre als 100- und 200-Meter-Läufer erfolgreich war.

## Leben
Bei den Halleneuropameisterschaften 1986 in Madrid errang er im 60-Meter-Sprint die Silbermedaille. Sein größter Erfolg ist der zweifache Gewinn einer Silbermedaille bei den Europameisterschaften 1986 in Stuttgart: Im 100-Meter-Lauf (10,20 s) und mit der 4-mal-100-Meter-Staffel der DDR (38,64 s, zusammen mit Frank Emmelmann, Olaf Prenzler und Thomas Schröder).
Im Europacup-Finale 1987 wurde er für die DDR-Mannschaft jeweils Zweiter im 100-Meter- und im 200-Meter-Lauf, 1991 wurde er Europacup-Dritter im 100-Meter-Lauf für die deutsche Mannschaft. Im 100-Meter-Lauf wurde Steffen Bringmann 1987 und 1989 DDR-Meister und 1991 und 1992 Deutscher Meister.
Bringmann verdiente seine ersten Sporen im Kinder- und Jugendbereich bei der BSG Lokomotive Delitzsch unter Horst Kriegel, der auch Dirk Nürnberger trainierte, und wurde 1978 zur KJS Leipzig delegiert und gehörte während seiner Karriere dem SC DHfK Leipzig (bis 1988), SC Dynamo Berlin (1989), 1. SC Berlin (1990) und der MTG Mannheim an. In seiner aktiven Zeit war er 1,84 m groß und 82 kg schwer. In den nach der Wende öffentlich gewordenen Unterlagen zum Staatsdoping in der DDR fand sich bei den gedopten Sportlern auch der Name von Bringmann. Er ist gelernter Maschinenbauer und arbeitet bei einem Mannheimer Unternehmen in der Immobilienverwaltung.